# Skald (Les Mondes de Thorgal)
Pour les articles homonymes, voir Skald.
Skald est le cinquième tome de la série de bande dessinée Les Mondes de Thorgal - Louve, dont le scénario a été écrit par Yann et les dessins et couleurs réalisés par Roman Surzhenko. L'album fait partie d'une série parallèle (Les Mondes de Thorgal) qui suit les aventures de personnages marquants de la série Thorgal.

## Synopsis
Cet épisode est la suite du tome précédent Crow.
Aaricia, abusée par Lundgen qui lui a fait croire que Thorgal et Louve sont morts, se résout à quitter définitivement le village où plus rien désormais ne la retient. Mais en mer, elle trouve le cristal du loup Fenrir de sa fille dans les affaires de Lundgen. Ne croyant plus en la mort de Louve, elle saute à l'eau et rejoint la berge à l'aide d'un dauphin qui se trouve être Vigrid.
Dans la forêt, Louve, accompagnée de la guenon Yasmina, tente d'échapper à Crow, alias Raïssa la louve noire. Elle décide de laisser sa part sauvage prendre le dessus afin de les sauver. Elle parvient ainsi à capturer Crow qui est secourue par Skald. Celui-ci retire la flèche de son œil et la guérit.
Crow retourne dans la forêt où elle parvient à capturer Louve.
Elle lui explique qu'elle était à la solde d'Azzalepstön : il l'a transformée en humaine afin qu'elle lui ramène la fillette et en échange, il devait retirer la flèche de son œil. Mais comme Skald s'en est chargé, elle ne doit plus rien à Azzalepstön et tente de tuer Louve à l'aide d'un arc. Mais la mère de Skald l'en empêche, libère Louve et tue Crow.
En discutant avec Yasmina, Louve apprend que Thorgal est vivant. Elle retrouve Aaricia et toutes deux se promettent de ne plus se quitter. 
Le dieu Vigrid, épris d'Aaricia, est puni par la déesse Frigg car il a commis plusieurs actes impardonnables. Elle le bannit d'Asgard et l'envoie au Swartalfheim où il devient un Alfe noir.

## Publications
- Le Lombard, janvier 2015  (ISBN 978-2803635405)